# 341 California
341 California là một tiểu hành tinh ở vành đai chính. Nó thuộc nhóm tiểu hành tinh Flora, có cường độ phản chiếu ánh sáng cao bất thường.
Tiểu hành tinh này do Max Wolf phát hiện ngày 25.9.1892 ở Heidelberg, và được đặt theo tên tiểu bang California của Hoa Kỳ.